# 熟れた本能
『熟れた本能』（うれたほんのう、原題：Partir）は、2009年8月12日にフランスより公開された成人向けドラマ映画。主演クリスティン・スコット・トーマスは2009年のセザール賞主演女優賞にノミネートされた。
日本では劇場未公開。2011年1月7日にアットよりDVDが発売されている。また、2012年7月14日にIMAGICA BSより日本語字幕版が深夜放送された。

## ストーリー
フランスの南部に位置する都市・ニーム。

スザンヌは医者である夫・サミュエルと二人の子供、長男ダヴィッドとその妹マリオンに囲まれて暮らす裕福な主婦。

子供に手もかからなくなり、自宅の離れを改築してやめていた理学療法士（リフレクソロジー）の仕事を再開しようとする。

離れの改築の為、イバンと名乗る作業員が現れた。一人で作業をするイバンを手伝うスザンヌ。お互いを意識し始める二人。

イバンの給料を夫から渡されたスザンヌは、街で見かけたイバンにそれを渡そうとして車を降り近づくが、スザンヌの不注意から車が勝手に坂を下り始めてしまう。

それを止めようとしたイバンは足首にケガをしてしまい仕事ができなくなってしまう。

さらに別れた妻と暮らしている娘・ベルダと年に１回の面会の為、スペインに行かなければと嘆くイバン。

スザンヌは歩行が不自由なイバンの為に、車でスペインまで送ることにした。

スペインでの夜、娘と会った後のイバンに夕食に誘われ、イバンは娘のこと、スザンヌは初めてニームに来た時のことを話し込み楽しい時間を過ごす。

別れ際、イバンはスザンヌにキスをする。戸惑うスザンヌ。

ニームに戻った二人。スザンヌはイバンが仕事が出来ず家で休んでいると聞き、賠償金を払うため彼の家を訪れる。

すでにお互いに惹かれあっている二人は一線を越える。

スザンヌは夫に不貞の恋を素直に白状する。傷つき涙を流すサミュエル。

スザンヌはもう終わりにして、会わないことを約束する。

だが二人の関係は続いており、夫との確執の上スザンヌは家を出てイバンと共に暮らし始める。

スザンヌとイバンは日雇いの農作業などをしてお金を稼ぐが、イバンの娘の養育費にそのお金も消えていく。

生活は困窮し、スザンヌはカギを持っている自宅に行き、当然の権利だと家の中の美術品を持ちだそうとする。

イバンは反対するが、自分だけでもやると言い出すスザンヌに渋々承諾する。

スザンヌは美術品を売り払おうとするが、知り合いの店ではばれてしまうのでイバンの知り合いに売ることに。

イバンは一人で知り合いの所へ向かう。売った後、そこに刑事らがやってきて、イバンは捕まる。

イバンの帰りを待つスザンヌ。そこになぜかイバンではなくサミュエルがやってきて、イバンが捕まったことを伝える。

サミュエルはスザンヌが家に戻れば、イバンは自由の身だと言う。

スザンヌは家に戻って生活を送るが、サミュエルに抱かれても放心状態で別の場所を見ている。

夜遅く、サミュエルが寝ている間に、スザンヌは家にある猟銃に弾を込めサミュエルを撃ち殺してしまう。

イバンの元へ向かったスザンヌは泣きながら彼に抱きつく。

遠くからパトカーの音が聞こえてきて。

## キャスト
- スザンヌ（40過ぎの人妻） - クリスティン・スコット・トーマス
- イバン（工務店で働くスペイン人） - セルジ・ロペス
- サミュエル（スザンヌの夫） - イヴァン・アタル
- ダヴィッド（スザンヌの息子） - アレクサンドル・ビダル
- マリオン（スザンヌの娘） - デイジー・ブルーム
- レミ（イバンの働く工務店社長） - ベルナール・ブランカン
- 刑事 - アラダン・レイベル

## スタッフ
- 監督：カトリーヌ・コルシニ
- 製作：ファビエンヌ・ヴォニエ、ミシェル・セドゥ
- 脚本：カトリーヌ・コルシニ、ガエル・マーセ
- 撮影：アニエス・ゴダール
- 編集：サイモン・ジャケ